# Heistersfeld
Heistersfeld ist eine Ortslage im Wuppertaler Stadtbezirk Vohwinkel, Wohnquartier Schöller-Dornap. 

## Lage und Beschreibung
Heistersfeld liegt im Norden Vohwinkels an der Düssel unmittelbar an der Stadtgrenze zu Mettmann. Benachbarte Orte sind Zum Löh, Buschdelle, Böck und Heresbach in Mettmann und Schmalefeld, Meißwinkel, Am Heister, Niederfurth, Am Höfchen und Schöller in Wuppertal. Heistersfeld ist heute Teil der geschlossenen Bebauung des größeren Hahnenfurth.
Am Ort führt die Bundesstraße 7 vorbei, die hier den Straßennamen Heistersfeld trägt.

## Etymologie und Geschichte
Heister ist die Bezeichnung für einen jungen Baum, die später auch für Buchen und Eichen gebraucht wurde.
Im 19. Jahrhundert war Heistersfeld ein Wohnplatz in der Landgemeinde Schöller der Bürgermeisterei Haan (ab 1894 Bürgermeisterei Gruiten) die aus der bergischen Herrschaft Schöller hervorging. Auf der Topographischen Aufnahme der Rheinlande von 1824 und auf der Preußischen Uraufnahme von 1843 ist der Ort mit Heistersfeld beschriftet. 1888 besaß der Ort laut dem Gemeindelexikon für die Provinz Rheinland ein Wohnhaus mit vier Einwohnern.
Durch den Ort wurde zu Beginn des 19. Jahrhunderts die Provinzialstraße zwischen Elberfeld und Düsseldorf gebaut, die 1934 als Reichsstraße 7 qualifiziert und später in Bundesstraße 7 umbenannt wurde. Auf der Straße verlief die am 18. Mai 1952 stillgelegte Straßenbahnstrecke zwischen Mettmann und Wuppertal. Mit der Gebietsreform von 1975 wurde der Gemeinde Schöller von dem Amt Gruiten im Kreis Düsseldorf-Mettmann abgespaltet und als Wohnquartier Schöller-Dornap nach Wuppertal eingemeindet.